# 王文征
王文征（?—?），江苏镇洋人，清朝政治人物。进士出身。
乾隆年间，擔任清朝廣州府新安縣知縣。后由張之浚接任。